# 3Sun
3Sun Gigafactory è un'azienda italiana facente parte del gruppo Enel. Situata nella Etna Valley di Catania e mirata alla produzione di celle e moduli fotovoltaici, è il più grande produttore di celle e moduli solari in Europa e l’unica fabbrica europea a produrre celle Made in UE.
Fu creata nel 2010 da una joint venture tra Enel, Sharp Corporation e STMicroelectronics. A partire dal 2015, il gruppo Enel ne detiene il 100%.
L’azienda è dotata di un centro di ricerca dedicato alle tecnologie fotovoltaiche avanzate e orienta le proprie attività verso la transizione energetica con tecnologie solari ad alta efficienza (HJT Heterojunction CORE-H®, nello specifico celle e moduli ad elevate prestazioni. Il processo produttivo è basato sulla riduzione dell’impronta di carbonio, con particolare attenzione alla tracciabilità della catena di approvvigionamento.
3SUN opera nello specifico verso l’ottimizzazione dell’efficienza delle celle solari basate sul silicio. Tra gli obiettivi vi è il superamento dei valori di efficienza già ottenuti in fase di test, superiori al 30%. Le attività di ricerca e sviluppo sono svolte in collaborazione con istituzioni, laboratori di ricerca e portatori di interesse del settore energetico.

## Storia

Le macchine per la produzione dei pannelli fotovoltaici all’interno dell’azienda

3Sun nasce il 4 gennaio 2010 come joint venture tra Enel, Sharp Corporation e STMicroelectronics che ne detengono il 33% ciascuno, per un impegno complessivo di 409 milioni di euro (210 milioni il capitale sociale, 150 in project financing, 49 di contributi dello Stato Italiano).
Inaugurata l'8 luglio 2011, opera presso lo stabilimento M6 della STMicroelectronics di Catania e ambisce a diventare la più grande fabbrica europea di pannelli solari, con una capacità produttiva iniziale di 160 MW all'anno e 280 dipendenti nella prima fase di attività.
In un progetto iniziato nel 2011 e terminato nel 2014, finanziato con oltre 27 milioni di euro di fondi FESR dell'Unione Europea, si è potuto costruire a Catania un impianto per la produzione di celle e moduli fotovoltaici con tecnologia a strato sottile, fornendo un valore aggiunto economico all'Etna Valley stimato in 200 milioni di euro.
Sharp fornisce la tecnologia del film sottile multigiunzione in silicio amorfo, Enel il canale commerciale su scala nazionale e internazionale, STMicroelectronics il suo personale specializzato (ricerca e sviluppo, processo) e gli inverter.
Dal 6 marzo 2015 Enel detiene il 100% di 3Sun, assumendo il personale della joint venture con STMicroelectronics (che continua a fornire la tecnologia di connessione alla rete). Sempre nel 2015, 3Sun supera la quota di 5 milioni di pannelli prodotti. 

Le celle HJT

La produzione di pannelli a film sottile, dopo 6,8 milioni di pezzi realizzati complessivamente in 6 anni, per oltre 900 MW, termina a fine 2017. A partire dall’agosto del 2018 inizia la produzione dei pannelli bifacciali a eterogiunzione (HJT) di silicio amorfo e cristallino, in grado di catturare l’energia sia sulla superficie anteriore che su quella posteriore. 3Sun diviene l’impianto più automatizzato al mondo nel settore, capace di continuare ad operare in regime continuo, 24 ore su 24 per 365 giorni l’anno.
Le prime celle HJT vengono realizzate nel febbraio del 2019, con l’avvio della produzione in serie ad agosto dello stesso anno. 
Ad aprile 2022 arriva la firma di un accordo tra Enel e la Commissione europea per il finanziamento agevolato a fondo perduto (grant agreement), nell’ambito del primo bando del Fondo europeo per l’innovazione per progetti su larga scala, che favorirà lo sviluppo di TANGO (iTaliAN pv Giga factOry), con l’installazione presso la fabbrica 3SUN di un impianto di dimensioni industriali per la produzione di moduli fotovoltaici innovativi, sostenibili e ad alte prestazioni. L’espansione della fabbrica permette un aumento di 15 volte della capacità di produzione, che arriva a 3 GW all’anno, rispetto ai precedenti 200 MW annui, e a una crescita dell’occupazione locale diretta e indiretta con la creazione di 1.000 posti di lavoro, diretti e indiretti, entro il 2025.
La Gigafactory 3SUN di Catania impiega direttamente circa 600 persone. 